# Shire of Mundaring
Mundaring är en region i Australien. Den ligger i delstaten Western Australia, omkring 34 kilometer öster om delstatshuvudstaden Perth. Antalet invånare är 39 796.
Följande samhällen finns i Mundaring:
- Swan View
- Darlington
- Mundaring
- Greenmount
- Mount Helena
- Parkerville
- Chidlow
- Wooroloo
- Sawyers Valley
- Mahogany Creek
- Hovea
- Beechina

I omgivningarna runt Mundaring växer huvudsakligen savannskog. Runt Mundaring är det ganska tätbefolkat, med 56 invånare per kvadratkilometer. Genomsnittlig årsnederbörd är 763 millimeter. Den regnigaste månaden är juli, med i genomsnitt 131 mm nederbörd, och den torraste är december, med 14 mm nederbörd.